# Fëanor
Fëanor är en romanfigur från J.R.R. Tolkiens roman Silmarillion. Han var en prins av Noldor och var den äldste och mest älskade sonen till Finwë, högste drott över Noldor. Han hade den största skickligheten i ord och hand, och han var en berömd hantverkare, smed och krigare. Han sades vara den störste och mäktigaste av Ilúvatars barn.
Bland Fëanors största skapelser i det förlovade landet Aman räknas alvskriften Tengwar (en vidareutveckling av Rúmils Sarati), palantírerna och, framförallt, silmarillerna. Hans passionerade hat mot Morgoth och fruktansvärda ed orsakade stora triumfer och tragedier under hela den första åldern.

## Biografi

### Tidigt liv och skapandet av Silmarillerna
Fëanor var Finwës, Noldors storkonung, äldste son. Han föddes i Aman år 1169 under Trädens år under den första åldern. När Fëanor föddes drog han så mycket av sin moder Miriels livsenergi att hon blev trött på att leva och hennes ande lämnade hennes kroppsliga form, vilket orsakade att hon lämnade sin familj år 1170 för att resa till Lóriens trädgårdar. Finwë gifte då om sig med alven Indis år 1185. Fëanors halvbror Fingolfin föddes år 1190, och Finarfin föddes år 1230. Fëanor hade även tre halvsystrar vid namn Findis, Irimë och Faniel. Fëanor var dock inte nöjd med sin nya familj som hans far hade skapat. Han höll sig borta från dem och tillbringade en stor del av sin tid med att resa runt Aman, och långt västerut till det Yttre havets stränder. Fëanor besökte ofta valan Aulë. Fëanor gifte sig med Nerdanel, dotter till Mahtan - en smed som gynnats av Aulë och som undervisade Fëanor i hur man arbetade med metall och sten. Fëanor och Nerdanel fick sju söner: Maedhros, Maglor, Celegorm, Caranthir, Curufin och tvillingsönerna Amrod och Amras. 
Runt år 1250 började Fëanor att skapa ett antal stora uppfinningar. Han förbättrade Rúmils skriftspråk och hans Fëanoriska bokstäver - även kallade Tengwar av Fëanor själv – används ofta av alverna och andra varelser. Fëanor gjorde smycken som var ljusare än vanliga ädelstenar. Hans första skapelser var vita pärlor som lyste med lågor i blått och silver i stjärnljuset. Han använde liknande stenar när han uppfann de Fëanoriska lamporna, som hade ett klart blått ljus som tålde vind och vatten. Bland Fëanors största uppfinningar var palantírerna – vilka var okrossbara kristallklot som kunde användas för att se och kommunicera med andra palantírer över långa avstånd. I den andra åldern gavs sju palantírer till Elendil och hans söner, som senare tog med dem till Midgård och fördelade dem i länderna Gondor och Arnor. Fëanors största hantverksframgång var när han fångade de Två trädens ljus för att skapa de tre Silmarillerna år 1450. Han prisade silmarillerna över allt annat, och blev alltmer misstänksam om att Valar och andra Eldar eftertraktade dem. Detta var inte sant, eftersom Valar inte ville ha dem och vissa även ville att de skulle förstöras. För det mesta höll Fëanor Silmarillerna inlåsta i sitt valv i Tirion, men bar dem på sin panna när han var med i fester och högtider.

### Melkors list

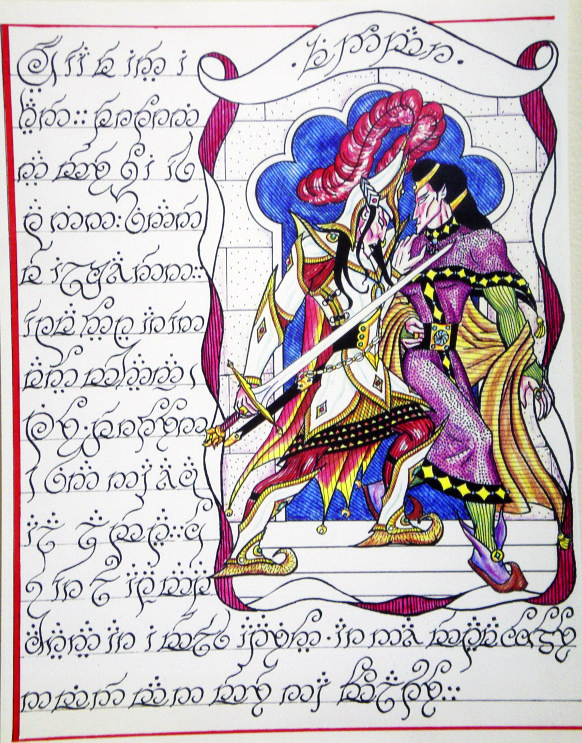
Fëanor (till vänster) hotar Fingolfin. (Illustration av Tom Loback)

Efter att ha fängslats under tre tidsåldrar släpptes Melkor, den mäktigaste och ondaste av Valar, från sin fängelsehåla och lurade Valar med löften om att han hade omvänt sig från sina onda vägar. Han erbjöd sig att dela sin stora kunskap med alverna, och några av noldor accepterade hans undervisning. Fëanor vägrade att ha förbindelser med Melkor, trots Melkors påståenden om motsatsen. Melkor benådades och bosatte sig i Valinor, men själv planerade han att korrumpera Noldor och lyckades göra dem till sin illviljas hjälpmedel, en illvilja som i synnerhet riktades mot Fëanor. Melkor eftertraktade Fëanors Silmariller och han planerade att stjäla dem och ta livet av Fëanor. Han spred oenighet bland alverna så subtilt att de inte insåg att han var källan till detta. Han spred falska rykten om att Valar hade förhindrat alverna från att etablera riken i Midgård och därmed låtit den nya mänskligheten stiga till makten. Speciellt Fëanor började längta efter frihet och att skapa egna stora länder. Melkor antydde då att Fingolfin planerade att tillskansa sig Fëanors plats som Finwës arvinge, medan Fingolfin skulle tro att Fëanor ville kasta ut honom från hans hem i Tirion. Fëanor började smida vapen i en hemlig smedja och han talade öppet om att starta uppror mot Valar.
Vid ett råd sammankallat av Finwë uppmanade Fingolfin sin far att spärra in Fëanor. Fëanor hörde honom och drog sitt svärd mot Fingolfin. När Fingolfin försökte gå därifrån hindrade Fëanor honom och varnade för honom att försöka hitta sin rättmätiga plats. År 1490 tillkallade Valar Fëanor att svara för sina handlingar. Fëanor stod framför Mandos i Domringen och avslöjade Melkors lögner. Fëanor förvisades från Tirion i tolv år. Fingolfin förlät sin bror, men Fëanor svarade honom inte. Fëanor och hans sju söner flyttade till norra Valinor och byggde fästningen Formenos, där de förvarade Silmarillerna och andra skatter. Nerdanel gick inte med sin man, utan valde att stanna hos Indis, men Finwë följde med sin äldste son i hans exil. Fingolfin lämnades kvar i Tirion för att härska över Noldor och därmed blev Fëanors grundlösa misstankar verklighet på grund av hans eget handlande.
Melkor kom till Formenos port år 1492 i hopp om att locka med sig Fëanor ifrån Valinor. Fëanor tvekade, men när Melkor ifrågasatte Silmarillernas säkerhet blev Fëanor arg och stängde porten i ansiktet på honom. Finwë varnade Valar om att Melkor hade kommit, men de visste inte var han befann sig. År 1495 beordrade Manwë Fëanor att delta i en skördefest på toppen av Taniquetil. Fëanor förklarade då att han inte kunde komma, eftersom han inte hade på sig sina finkläder och att han lämnade Silmarillerna i Formenos. Även Finwë stannade kvar. Fingolfin erbjöd återigen Fëanor sin förlåtelse och denna gång skakade Fëanor hans hand. Fingolfin lovade att han skulle följa Fëanor som sin ledare, vilket Fëanor accepterade, men ingen förstod vad detta skulle innebära. 
Medan alverna och Valar hade skördefest förstörde Melkor och Ungoliant – ett gigantiskt spindelmonster - Valars två träd. Deras ljus släcktes och mörkret föll över Valinor. Yavanna sade att hon kunde återställa de två träden med hjälp av kvarlevor från det ljus som fanns i Silmarillerna, men Fëanor talade om för Valar att de var tjuvar och han vägrade att förstöra sina skapelser. Men bud kom från Formenos med den fruktansvärda nyheten om att Melkor hade dräpt Finwë och stulit Silmarillerna. Fëanor var djupt bedrövad för sin älskade far och han var rasande på Melkor, som han nu kallade för Morgoth - Den mörke fienden. Morgoth flydde till Midgård med Silmarillerna och byggde den onda fästningen Angband.

### Noldors flykt och det första frändedråpet
Fëanor trotsade det förbud som lagts på honom och återvände till Tirion. Där samlade han Noldor kring sig och gjorde anspråk på herraväldet över Noldor. Fëanor höll det mest fanatiska tal som någonsin hållits i hela Arda för att övertyga sitt folk om att följa med honom till Midgård. Han berättade om sitt hat mot Morgoth, men han skyllde på Valar för att inte ha stoppat honom. Han uppmanade dem att återvända till sitt födelseland och ta det innan människorna skulle komma och ta det - trots att detta grundade sig på en lögn som Morgoth hade berättat. Fëanor svor sedan en ed om att återerövra Silmarillerna till varje pris, och hans söner svor också denna ed. Fingolfin motsatte sig sin bror i början, men han hade lovat att följa Fëanor och de flesta av hans folk ville gå med honom, så även han gick med Fëanor. Fingolfins folk accepterade inte Fëanor som sin ledare, så Noldor uppdelades i två skaror: det första leddes av Fëanor och den andra större skaran var Fingolfins. Medan Noldor gav sig av från Tirion kom en budbärare från Manwë och uppmanade dem att stanna kvar, men Fëanor själv skulle landsförvisas på grund av sin ed. Fëanor var emellertid trotsig och han uppmanade sina anhängare att ge sig av.
Fëanor försökte att komma på ett sätt att komma till Midgård med alla sina män och söner. Han begav sig till Amans kuster, där de sjöfarande Telerialverna hade sina hem, och krävde att få använda deras fartyg. Teleri vägrade och Fëanor och hans beväpnade Noldor hotade med att anfalla Teleris folk, förstöra deras boplatser och beslagta deras fartyg. När Teleri fortfarande vägrade anfölls de av Fëanors män. Finarfin tog sin här och lämnade Midgård, då de inte ville vara med i folkmordet. De accepterades av Valar och Finarfin regerade som Noldors storkonung i Valinor. De rebelliska Noldor seglade iväg med några av Teleris fartyg.
Det fanns inte tillräckligt med fartyg för att transportera alla dessa Noldor över havet, så Fëanor och hans söner ledde den första gruppen. De anlände till Losgar, i landet Lammoth i västra Beleriand, där Morgoth och Ungoliant hade vandrat för inte så länge sedan. De bestämde sig för att bränna skeppen och lämna Fingolfins anhängare. Dock lämnade Fëanor oavsiktligt sin yngste son Amras i fartygen, och han brändes levande. Jorden hade vid denna tid ännu platt form, vilket innebar att de återstående Noldor kunde se lågorna från Losgar, och de förstod att om de skulle fortsätta till Midgård hade de inget annat val än att korsa Helcaraxë. De gjorde detta under Fingolfins ledning och led stora förluster på vägen dit, vilket väckte stor fientlighet mot Fëanor och hans söner.

### Fëanors sista strid och död
Fëanor och hans anhängare reste mot inlandet och började slå läger på stranden vid Mithrim-sjön. De blev överraskade av Morgoths styrkor men trots att de var oförberedda och underlägsna i antal besegrade Noldors styrkor sina fiender i Dagor-nuin-Giliath. Fëanor följde efter de retirerande orcherna till Angband med avsikt att konfrontera Morgoth. Men han blev avskild från sin armé på Dor Daedeloth och han blev omringad av balroger. Efter en lång strid slogs Fëanor ner och fick ett dödligt sår av Gothmog, som var balrogernas herre.
Balrogerna drog sig tillbaka till Angband när Fëanors söner kom till hans hjälp, men de kom för sent och de bar sin far tillbaka mot Mithrim. När de klättrade över berget Ered Wethrin nära Eithel Sirion bad Fëanor dem att stanna. Med sina sista ord förbannade han Morgoth och manade sina söner att uppfylla sin ed och hämnas honom. Vid sin död förvandlades Fëanors kropp till aska då anden som fanns däri brann med sådan styrka att kroppen förtärdes. Hans ande begav sig till Mandos salar.
Kriget mellan alverna och Morgoth fortsatte under hela den första åldern. Fëanors söner höll sitt löfte att leta efter Silmarillerna, trots att de attackerade sina egna släktingar under det andra och tredje frändedråpet. Caranthir, Curufin, Celegorm, Amrod och Amras dödades under dessa strider. Efter Vredens krig, då Morgoth besegrades av Valars här, lyckades Maedhros och Maglor ta två silmariller, men de var så plågade av den smärta som de orsakat att Maedhros kastade sig själv in i en klyfta med en Silmarill, medan Maglor kastade den andra silmarillen i havet. Den tredje silmarillen hade satts i himlen, och blev känd som Eärendils stjärna.

## Etymologi
Namnet Fëanor är en blandad sindarinsk form namnets quenya-form Fëanáro, som betyder "Eldens ande", från fea som betyder "ande" och nar som betyder "eld" med den maskulina ändelsen -o. Namnet gavs till honom av hans mor Miriel. Den riktiga sindarinska formen är Faenor. Fëanors fadersnamn var Curufinwë, som betyder "Den skicklige Finwë", vilket bildades genom att lägga till quenya-substantivet curu, som betyder skicklig, till faderns namn. Det stavades även Kurufinwë.